# Strade Bianche féminines 2021
La 7e édition des Strade Bianche féminines a lieu le 6 mars 2021. C'est la première manche de l'UCI World Tour féminin. Chantal Blaak l'emporte devant Elisa Longo Borghini et Anna van der Breggen.

## Équipes
| UCI Women's WorldTeams (9)- Alé BTC Ljubljana - Team BikeExchange - Canyon-SRAM Racing - Team DSM - FDJ-Nouvelle Aquitaine-Futuroscope - Liv Racing - Movistar Team - SD Worx - Trek-Segafredo Équipes féminines continentales (14)- A.R. Monex - Aromitalia-Basso Bikes-Vaiano - BePink - Born To Win-G20-Ambedo - Ceratizit-WNT Pro Cycling - Isolmant-Premac-Vittoria - Jumbo-Visma - Lotto Soudal Ladies - Massi Tactic - Parkhotel Valkenburg - Servetto-Makhymo-Beltrami TSA - Tibco-Silicon Valley Bank - Top Girls Fassa Bortolo - Valcar-Travel & Service |
| |

## Parcours

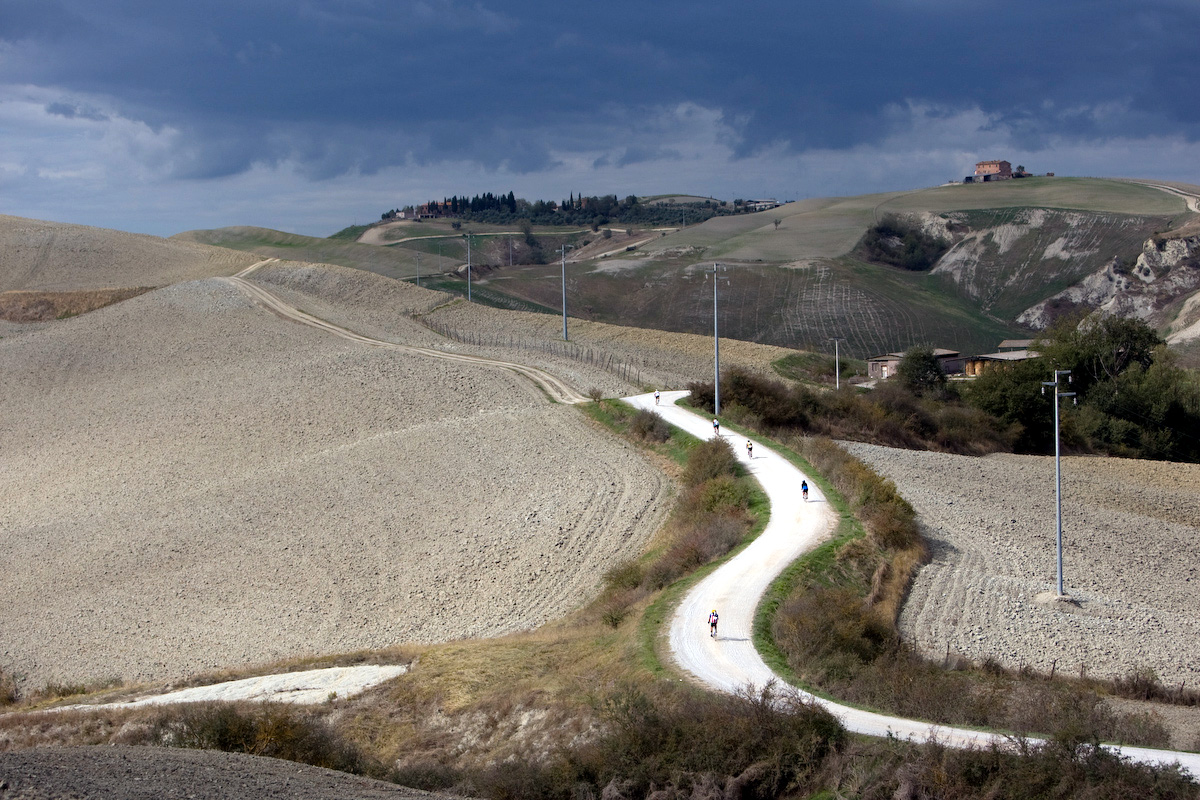
L'une des strade bianche.

La course commence et se termine à Sienne, dans le site du patrimoine mondial de l'UNESCO. La distance du parcours est portée à 136 kilomètres, tracée entièrement dans le sud de la province de Sienne en Toscane. La course est particulièrement connue pour ses routes blanches en gravier (strade bianche ou sterrati).
La course se déroule sur le terrain accidenté de la région rurale du Chianti et comprend huit secteurs de chemin en gravier. Le premier secteur se trouve seulement 17 km après le départ. Tous les secteurs sont communs avec les hommes. Le secteurs le plus long et le plus difficiles est celui de Lucignano (9,5 km). Le dernier tronçon de strade bianche est à 12 km de l'arrivée à Sienne,. la course se termine sur la célèbre Piazza del Campo de Sienne, après une montée étroite et pavée sur la Via Santa Caterina au cœur de la cité médiévale, avec des passages escarpés atteignant jusqu'à 16 % de pente maximale,.
Huit strade bianche sont au programme de cette édition :
| Secteur | Nom                   | Position                         | Longueur | Difficulté |
| ------- | --------------------- | -------------------------------- | -------- | ---------- |
| 1       | Vidritta              | entre le km 17,6 et le km 19,7   | 2 100 m  | 01         |
| 2       | Bagnaia               | entre le km 25 et le km 30,8     | 5 800 m  | 01         |
| 3       | Radi                  | entre le km 36,9 et le km 41,3   | 4 400 m  | 03         |
| 4       | Commune di Murlo      | entre le km 38,5 et le km 44     | 5 500 m  | 01         |
| 5       | San Martino in Grania | entre le km 67,5 et le km 77     | 9 500 m  | 03         |
| 6       | Monteaperti           | entre le km 111,3 et le km 112,1 | 800 m    | 01         |
| 7       | Colle Pinzuto         | entre le km 116,6 et le km 119   | 2 400 m  | 04         |
| 8       | Le Tolfe              | entre le km 123,0 et le km 124,1 | 1 100 m  | 03         |

## Favorites
Annemiek van Vleuten, double vainqueur sortante, est une des favorites à sa propre succession. Elle doit faire oublier sa contre-performance au Circuit Het Nieuwsblad. À l'inverse, Anna van der Breggen y a prouvé son excellente forme et son équipe SD Worx s'y est montrée très solide. Katarzyna Niewiadoma joue souvent placée sur l'épreuve et une concurrente sérieuse. Chez Trek-Segafredo, Elisa Longo Borghini a également des chances de victoire. À noter, qu'Elizabeth Deignan est forfait sur maladie. La dernière favorite est Cecilie Uttrup Ludwig ,.

## Récit de la course
Elena Pirrone est la première à s'échapper. Elle est reprise dans le cinquième secteur à soixante-trois kilomètres de l'arrivée. Lotte Kopecky et Niamh Fisher-Black contrent. Le peloton les reprend à trente-six kilomètres de l'arrivée. Il est très étiré par les secteurs graviers. À l'avant un groupe de huit coureuses se forme. Il s'agit de : Mavi Garcia, Jelena Eric, Alena Amialiusik, Brodie Chapman, Sabrina Stultiens, Ellen van Dijk, Elizabeth Banks et Chantal Van den Broek-Blaak. Le groupe se morcelle dans le sixième secteur. Garcia, Stultiens, Van Dijk et Van den Broek-Blaak se trouvent alors en tête. Elles ont alors une vingtaine de secondes d'avance. Derrière, Marianne Vos et Lotte Kopecky sortent du peloton et opèrent la jonction, tandis que Stultiens doit lâcher. Peu après, le reste des favorites reviennent sur l'avant. Il y a alors une quinzaine de coureuses dans le groupe de tête dont quatre membres de l'équipe SD Worx : Chantal Van den Broek-Blaak, Anna van der Breggen, Demi Vollering et Ashleigh Moolman-Pasio. Les autres coureuses sont : Stultiens, Van Dijk, Garcia, Cecilie Uttrup Ludwig, Marta Cavalli, Elisa Longo Borghini, Marianne Vos, Annemiek van Vleuten, Katarzyna Niewiadoma et Amanda Spratt. À quinze kilomètres de l'arrivée, Chantal Van den Broek-Blaak attaque. Annemiek van Vleuten semble vouloir aller la chercher, mais laisse finalement partir. Van den Broek-Blaak est rejointe par Elisa Longo Borghini. Elles sont immédiatement reprise. Garcia et Kopecky contrent, mais connaissent le même sort. Dans le dernier secteur, Le Tolfe, Annemiek van Vleuten attaque dans la partie la plus raide. Seule Marianne Vos parvient à suivre. Lotte Kopecky, qui semblait avoir les moyens de suivre, est victime d'une crevaison dans cette phase décisive. Annemiek van Vleuten et Marianne Vos comptent quelques secondes d'avance, la première effectuant le gros des relais, mais la formation SD Worx mène la chasse et les reprend. Un groupe avec Marta Cavalli, Ashleigh Moolman-Pasio et Ellen van Dijk tente de sortir, mais Katarzyna Niewiadoma les reprend. À six kilomètres de l'arrivée, Chantal Van den Broek-Blaak attaque une nouvelle fois. Elisa Longo Borghini la rejoint. Elles gagnent rapidement de précieuses secondes sur le groupe de poursuite. À deux kilomètres de l'arrivée, Chantal Van den Broek-Blaak arrête de passer des relais alors que ses coéquipières Moolman puis Vollering tentent de sortir du groupe de poursuite. Marta Cavalli attaque ensuite afin d'anticiper la montée finale. Dans celle-ci, Elisa Longo Borghini mène le duo mais semble fatiguée. Au cinq cents mètres, Chantal Van den Broek-Blaak place une violente attaque pour aller s'imposer. Elisa Longo Borghini est deuxième. Derrière, les favorites se départagent dans la montée finale. Anna van der Breggen prend la troisième place. Annemiek van Vleuten vient coiffer sur la ligne Cecilie Uttrup Ludwig qui s'est relevée trop rapidement pour la quatrième place.

## Classements

### Classement final
| \| Classement général \| Classement général \| Classement général \| Classement général \| Classement général \| \| Coureuse \| Coureuse \| Pays \| Équipe \| Temps \| \| ------------------ \| --------------------------- \| ------------------ \| ---------------------------------- \| ------------------ \| \| 1re \| Chantal van den Broek-Blaak \| Pays-Bas \| SD Worx \| 3 h 54 min 40 s \| \| 2e \| Elisa Longo Borghini \| Italie \| Trek-Segafredo \| + 7 s \| \| 3e \| Anna van der Breggen \| Pays-Bas \| SD Worx \| + 9 s \| \| 4e \| Annemiek van Vleuten \| Pays-Bas \| Movistar Team \| + 11 s \| \| 5e \| Cecilie Uttrup Ludwig \| Danemark \| FDJ-Nouvelle Aquitaine-Futuroscope \| + 11 s \| \| 6e \| Demi Vollering \| Pays-Bas \| SD Worx \| + 11 s \| \| 7e \| Marianne Vos \| Pays-Bas \| Jumbo-Visma Women Team \| + 23 s \| \| 8e \| Marta Cavalli \| Italie \| FDJ-Nouvelle Aquitaine-Futuroscope \| + 27 s \| \| 9e \| Katarzyna Niewiadoma \| Pologne \| Canyon-SRAM Racing \| + 30 s \| \| 10e \| Ellen van Dijk \| Pays-Bas \| Trek-Segafredo \| + 32 s \| |                             |          |                                    |                 |
| |                             |          |                                    |                 |
| Sources : ProCyclingStats Cycling Quotient |                             |          |                                    |                 |
| Classement général |                             |          |                                    |                 |
| Coureuse | Coureuse                    | Pays     | Équipe                             | Temps           |
| 1re | Chantal van den Broek-Blaak | Pays-Bas | SD Worx                            | 3 h 54 min 40 s |
| 2e | Elisa Longo Borghini        | Italie   | Trek-Segafredo                     | + 7 s           |
| 3e | Anna van der Breggen        | Pays-Bas | SD Worx                            | + 9 s           |
| 4e | Annemiek van Vleuten        | Pays-Bas | Movistar Team                      | + 11 s          |
| 5e | Cecilie Uttrup Ludwig       | Danemark | FDJ-Nouvelle Aquitaine-Futuroscope | + 11 s          |
| 6e | Demi Vollering              | Pays-Bas | SD Worx                            | + 11 s          |
| 7e | Marianne Vos                | Pays-Bas | Jumbo-Visma Women Team             | + 23 s          |
| 8e | Marta Cavalli               | Italie   | FDJ-Nouvelle Aquitaine-Futuroscope | + 27 s          |
| 9e | Katarzyna Niewiadoma        | Pologne  | Canyon-SRAM Racing                 | + 30 s          |
| 10e | Ellen van Dijk              | Pays-Bas | Trek-Segafredo                     | + 32 s          |

### UCI World Tour

#### Points attribués
| Position           | 1er | 2e  | 3e  | 4e  | 5e  | 6e  | 7e  | 8e  | 9e | 10e | 11e | 12e | 13e | 14e | 15e | 16e à 20e | 21e à 30e | 31e à 40e |
| Classement général | 400 | 320 | 260 | 220 | 180 | 140 | 120 | 100 | 80 | 68  | 56  | 48  | 40  | 32  | 28  | 24        | 16        | 8         |

| Classement par points | Classement par points       | Classement par points | Classement par points              | Classement par points |
| Coureuse              | Coureuse                    | Pays                  | Équipe                             | Points                |
| --------------------- | --------------------------- | --------------------- | ---------------------------------- | --------------------- |
| 1re                   | Chantal van den Broek-Blaak | Pays-Bas              | SD Worx                            | 400 pts               |
| 2e                    | Elisa Longo Borghini        | Italie                | Trek-Segafredo                     | 320 pts               |
| 3e                    | Anna van der Breggen        | Pays-Bas              | SD Worx                            | 260 pts               |
| 4e                    | Annemiek van Vleuten        | Pays-Bas              | Movistar Team                      | 220 pts               |
| 5e                    | Cecilie Uttrup Ludwig       | Danemark              | FDJ-Nouvelle Aquitaine-Futuroscope | 180 pts               |
| 6e                    | Demi Vollering              | Pays-Bas              | SD Worx                            | 140 pts               |
| 7e                    | Marianne Vos                | Pays-Bas              | Jumbo-Visma Women Team             | 120 pts               |
| 8e                    | Marta Cavalli               | Italie                | FDJ-Nouvelle Aquitaine-Futuroscope | 100 pts               |
| 9e                    | Katarzyna Niewiadoma        | Pologne               | Canyon-SRAM Racing                 | 80 pts                |
| 10e                   | Ellen van Dijk              | Pays-Bas              | Trek-Segafredo                     | 68 pts                |

| Classement par points | Classement par points       | Classement par points | Classement par points              | Classement par points |
| Coureuse              | Coureuse                    | Pays                  | Équipe                             | Points                |
| --------------------- | --------------------------- | --------------------- | ---------------------------------- | --------------------- |
| 1re                   | Chantal van den Broek-Blaak | Pays-Bas              | SD Worx                            | 400 pts               |
| 2e                    | Elisa Longo Borghini        | Italie                | Trek-Segafredo                     | 320 pts               |
| 3e                    | Anna van der Breggen        | Pays-Bas              | SD Worx                            | 260 pts               |
| 4e                    | Annemiek van Vleuten        | Pays-Bas              | Movistar Team                      | 220 pts               |
| 5e                    | Cecilie Uttrup Ludwig       | Danemark              | FDJ-Nouvelle Aquitaine-Futuroscope | 180 pts               |
| 6e                    | Demi Vollering              | Pays-Bas              | SD Worx                            | 140 pts               |
| 7e                    | Marianne Vos                | Pays-Bas              | Jumbo-Visma Women Team             | 120 pts               |
| 8e                    | Marta Cavalli               | Italie                | FDJ-Nouvelle Aquitaine-Futuroscope | 100 pts               |
| 9e                    | Katarzyna Niewiadoma        | Pologne               | Canyon-SRAM Racing                 | 80 pts                |
| 10e                   | Ellen van Dijk              | Pays-Bas              | Trek-Segafredo                     | 68 pts                |

| Classement du meilleur jeune | Classement du meilleur jeune | Classement du meilleur jeune | Classement du meilleur jeune       | Classement du meilleur jeune |
| Coureuse                     | Coureuse                     | Pays                         | Équipe                             | Points                       |
| ---------------------------- | ---------------------------- | ---------------------------- | ---------------------------------- | ---------------------------- |
| 1re                          | Évita Muzic                  | France                       | FDJ-Nouvelle Aquitaine-Futuroscope | 6 pts                        |
| 2e                           | Vittoria Guazzini            | Italie                       | Valcar-Travel & Service            | 4 pts                        |
| 3e                           | Julia van Bokhoven           | Pays-Bas                     | Parkhotel Valkenburg               | 2 pts                        |

| Classement du meilleur jeune | Classement du meilleur jeune | Classement du meilleur jeune | Classement du meilleur jeune       | Classement du meilleur jeune |
| Coureuse                     | Coureuse                     | Pays                         | Équipe                             | Points                       |
| ---------------------------- | ---------------------------- | ---------------------------- | ---------------------------------- | ---------------------------- |
| 1re                          | Évita Muzic                  | France                       | FDJ-Nouvelle Aquitaine-Futuroscope | 6 pts                        |
| 2e                           | Vittoria Guazzini            | Italie                       | Valcar-Travel & Service            | 4 pts                        |
| 3e                           | Julia van Bokhoven           | Pays-Bas                     | Parkhotel Valkenburg               | 2 pts                        |

| Classement par équipes aux points | Classement par équipes aux points  | Classement par équipes aux points | Classement par équipes aux points |
| Équipe                            | Équipe                             | Pays                              | Points                            |
| --------------------------------- | ---------------------------------- | --------------------------------- | --------------------------------- |
| 1re                               | SD Worx                            | Pays-Bas                          | 872 pts                           |
| 2e                                | Trek-Segafredo                     | États-Unis                        | 404 pts                           |
| 3e                                | FDJ-Nouvelle Aquitaine-Futuroscope | France                            | 304 pts                           |
| 4e                                | Movistar Team                      | Espagne                           | 244 pts                           |
| 5e                                | Jumbo-Visma                        | Pays-Bas                          | 128 pts                           |
| 6e                                | Canyon-SRAM Racing                 | Allemagne                         | 120 pts                           |
| 7e                                | Liv Racing                         | Pays-Bas                          | 108 pts                           |
| 8e                                | Alé BTC Ljubljana                  | Italie                            | 72 pts                            |
| 9e                                | Team BikeExchange                  | Australie                         | 48 pts                            |
| 10e                               | Ceratizit-WNT Pro Cycling          | Allemagne                         | 48 pts                            |

| Classement par équipes aux points | Classement par équipes aux points  | Classement par équipes aux points | Classement par équipes aux points |
| Équipe                            | Équipe                             | Pays                              | Points                            |
| --------------------------------- | ---------------------------------- | --------------------------------- | --------------------------------- |
| 1re                               | SD Worx                            | Pays-Bas                          | 872 pts                           |
| 2e                                | Trek-Segafredo                     | États-Unis                        | 404 pts                           |
| 3e                                | FDJ-Nouvelle Aquitaine-Futuroscope | France                            | 304 pts                           |
| 4e                                | Movistar Team                      | Espagne                           | 244 pts                           |
| 5e                                | Jumbo-Visma                        | Pays-Bas                          | 128 pts                           |
| 6e                                | Canyon-SRAM Racing                 | Allemagne                         | 120 pts                           |
| 7e                                | Liv Racing                         | Pays-Bas                          | 108 pts                           |
| 8e                                | Alé BTC Ljubljana                  | Italie                            | 72 pts                            |
| 9e                                | Team BikeExchange                  | Australie                         | 48 pts                            |
| 10e                               | Ceratizit-WNT Pro Cycling          | Allemagne                         | 48 pts                            |

## Liste des participantes
| Légende | Légende                                                                    | Légende | Légende                                                    |
| ------- | -------------------------------------------------------------------------- | ------- | ---------------------------------------------------------- |
| Num     | Dossard de départ porté par le coureur sur ces Strade Bianche              | Pos     | Position à l'arrivée de la course                          |
|         | Indique un maillot de champion national ou mondial, suivi de sa spécialité | NP      | Indique un coureur qui n'a pas pris le départ de la course |
| AB      | Indique un coureur qui n'a pas terminé la course                           | HD      | Indique un coureur qui a terminé la course hors des délais |

| Movistar Team MOV | Movistar Team MOV                  | Movistar Team MOV |
| ----------------- | ---------------------------------- | ----------------- |
| Num               | Coureuse                           | Pos               |
| 1                 | Annemiek van Vleuten (NED) (route) | 4e                |
| 2                 | Aude Biannic (FRA)                 | 76e               |
| 3                 | Jelena Erić (SRB)                  | 49e               |
| 4                 | Katrine Aalerud (NOR)              | 37e               |
| 5                 | Gloria Rodríguez (ESP)             | AB                |
| 6                 | Leah Thomas (USA)                  | 23e               |

| A.R. Monex Women's ASA | A.R. Monex Women's ASA        | A.R. Monex Women's ASA |
| ---------------------- | ----------------------------- | ---------------------- |
| Num                    | Coureuse                      | Pos                    |
| 11                     | Arlenis Sierra (CUB)          | 36e                    |
| 12                     | Eider Merino (ESP)            | 57e                    |
| 13                     | Katia Ragusa (ITA)            | 40e                    |
| 14                     | Lizbeth Salazar (MEX)         | AB                     |
| 15                     | Maria Vittoria Sperotto (ITA) | AB                     |
| 16                     | Jade Teolis (FRA)             | AB                     |

| Alé BTC Ljubljana ALE | Alé BTC Ljubljana ALE     | Alé BTC Ljubljana ALE |
| --------------------- | ------------------------- | --------------------- |
| Num                   | Coureuse                  | Pos                   |
| 21                    | Mavi García (ESP) (route) | 13e                   |
| 22                    | Marta Bastianelli (ITA)   | 35e                   |
| 23                    | Eugenia Bujak (SLO)       | 64e                   |
| 24                    | Tatiana Guderzo (ITA)     | 34e                   |
| 25                    | Marlen Reusser (SUI)      | 27e                   |
| 26                    | Laura Tomasi (ITA)        | AB                    |

| Aromitalia-Basso Bikes-Vaiano VAI | Aromitalia-Basso Bikes-Vaiano VAI | Aromitalia-Basso Bikes-Vaiano VAI |
| --------------------------------- | --------------------------------- | --------------------------------- |
| Num                               | Coureuse                          | Pos                               |
| 31                                | Rasa Leleivytė (LTU)              | 62e                               |
| 32                                | Olivija Baleišytė (LTU)           | AB                                |
| 33                                | Letizia Borghesi (ITA)            | AB                                |
| 34                                | Inga Čilvinaitė (LTU)             | AB                                |
| 35                                | Valentina Scandolara (ITA)        | AB                                |
| 36                                | Gemma Sernissi (ITA)              | AB                                |

| Bepink BPK | Bepink BPK              | Bepink BPK |
| ---------- | ----------------------- | ---------- |
| Num        | Coureuse                | Pos        |
| 41         | Vania Canvelli (ITA)    | AB         |
| 42         | Michaela Drummond (NZL) | 58e        |
| 43         | Marketa Hajkova (CZE)   | AB         |
| 44         | Nora Jenčušová (SVK)    | AB         |
| 45         | Silvia Valsecchi (ITA)  | AB         |
| 46         | Silvia Zanardi (ITA)    | 59e        |

| Born To Win-G20-Ambedo BTW | Born To Win-G20-Ambedo BTW | Born To Win-G20-Ambedo BTW |
| -------------------------- | -------------------------- | -------------------------- |
| Num                        | Coureuse                   | Pos                        |
| 51                         | Angelica Brogi (ITA)       | AB                         |
| 52                         | Francesca Balducci (ITA)   | 81e                        |
| 53                         | Anastasia Carbonari (ITA)  | 82e                        |
| 54                         | Leonora Geppi (ITA)        | AB                         |
| 56                         | Giorgia Simoni (ITA)       | AB                         |

| Canyon-SRAM Racing CSR | Canyon-SRAM Racing CSR      | Canyon-SRAM Racing CSR |
| ---------------------- | --------------------------- | ---------------------- |
| Num                    | Coureuse                    | Pos                    |
| 61                     | Katarzyna Niewiadoma (POL)  | 9e                     |
| 62                     | Alena Amialiusik (BLR)      | 43e                    |
| 63                     | Hannah Barnes (GBR)         | 53e                    |
| 64                     | Elise Chabbey (SUI) (route) | 19e                    |
| 65                     | Tiffany Cromwell (AUS)      | 51e                    |
| 66                     | Mikayla Harvey (NZL)        | 22e                    |

| Ceratizit-WNT Pro Cycling WNT | Ceratizit-WNT Pro Cycling WNT   | Ceratizit-WNT Pro Cycling WNT |
| ----------------------------- | ------------------------------- | ----------------------------- |
| Num                           | Coureuse                        | Pos                           |
| 71                            | Lisa Brennauer (GER) (route)    | 18e                           |
| 72                            | Elizabeth Banks (GBR)           | 48e                           |
| 73                            | Maria Giulia Confalonieri (ITA) | 50e                           |
| 74                            | Marta Lach (POL) (route)        | 32e                           |
| 75                            | Erica Magnaldi (ITA)            | 30e                           |
| 76                            | Lara Vieceli (ITA)              | AB                            |

| FDJ-Nouvelle Aquitaine-Futuroscope FDJ | FDJ-Nouvelle Aquitaine-Futuroscope FDJ | FDJ-Nouvelle Aquitaine-Futuroscope FDJ |
| -------------------------------------- | -------------------------------------- | -------------------------------------- |
| Num                                    | Coureuse                               | Pos                                    |
| 81                                     | Cecilie Uttrup Ludwig (DEN)            | 5e                                     |
| 82                                     | Stine Borgli (NOR)                     | 63e                                    |
| 83                                     | Marta Cavalli (ITA)                    | 8e                                     |
| 84                                     | Brodie Chapman (AUS)                   | 41e                                    |
| 85                                     | Emilia Fahlin (SWE)                    | 74e                                    |
| 86                                     | Évita Muzic (FRA)                      | 20e                                    |

| Isolmant-Premac-Vittoria SBT | Isolmant-Premac-Vittoria SBT | Isolmant-Premac-Vittoria SBT |
| ---------------------------- | ---------------------------- | ---------------------------- |
| Num                          | Coureuse                     | Pos                          |
| 91                           | Francesca Baroni (ITA)       | 80e                          |
| 92                           | Noemi Lucrezia Eremita (ITA) | AB                           |
| 93                           | Alice Gasparini (ITA)        | AB                           |
| 94                           | Francesca Pisciali (ITA)     | AB                           |
| 95                           | Gaia Realini (ITA)           | AB                           |

| Jumbo-Visma Women Team TJV | Jumbo-Visma Women Team TJV | Jumbo-Visma Women Team TJV |
| -------------------------- | -------------------------- | -------------------------- |
| Num                        | Coureuse                   | Pos                        |
| 101                        | Marianne Vos (NED)         | 7e                         |
| 102                        | Teuntje Beekhuis (NED)     | 31e                        |
| 103                        | Anouska Koster (NED)       | AB                         |
| 104                        | Riejanne Markus (NED)      | 46e                        |
| 105                        | Aafke Soet (NED)           | AB                         |
| 106                        | Julie Van de Velde (BEL)   | 79e                        |

| Liv Racing LIV | Liv Racing LIV              | Liv Racing LIV |
| -------------- | --------------------------- | -------------- |
| Num            | Coureuse                    | Pos            |
| 111            | Soraya Paladin (ITA)        | 14e            |
| 112            | Sofia Bertizzolo (ITA)      | 15e            |
| 113            | Lotte Kopecky (BEL) (route) | 17e            |
| 114            | Jeanne Korevaar (NED)       | 39e            |
| 115            | Pauliena Rooijakkers (NED)  | 29e            |
| 116            | Sabrina Stultiens (NED)     | 44e            |

| Lotto Soudal Ladies LSL | Lotto Soudal Ladies LSL  | Lotto Soudal Ladies LSL |
| ----------------------- | ------------------------ | ----------------------- |
| Num                     | Coureuse                 | Pos                     |
| 121                     | Alana Castrique (BEL)    | AB                      |
| 122                     | Lone Meertens (BEL)      | AB                      |
| 123                     | Hanna Nilsson (SWE)      | 33e                     |
| 124                     | Abby-Mae Parkinson (GBR) | 65e                     |
| 125                     | Anna Plichta (POL)       | AB                      |
| 126                     | Elise vander Sande (BEL) | AB                      |

| Massi Tactic MAT | Massi Tactic MAT           | Massi Tactic MAT |
| ---------------- | -------------------------- | ---------------- |
| Num              | Coureuse                   | Pos              |
| 131              | Agua Marina Espínola (PAR) | AB               |
| 132              | Olivia Baril (CAN)         | 84e              |
| 133              | Maaike Coljé (NED)         | AB               |
| 134              | Vita Heine (NOR)           | 52e              |
| 135              | Špela Kern (SLO)           | 54e              |
| 136              | Mireia Trias (ESP)         | 83e              |

| Parkhotel Valkenburg PHV | Parkhotel Valkenburg PHV | Parkhotel Valkenburg PHV |
| ------------------------ | ------------------------ | ------------------------ |
| Num                      | Coureuse                 | Pos                      |
| 141                      | Nina Buysman (NED)       | 56e                      |
| 142                      | Femke Gerritse (NED)     | AB                       |
| 143                      | Pien Limpens (NED)       | AB                       |
| 144                      | Lieke Nooijen (NED)      | 72e                      |
| 145                      | Marit Raaijmakers (NED)  | AB                       |
| 146                      | Julia van Bokhoven (NED) | 42e                      |

| Servetto-Makhymo-Beltrami TSA SER | Servetto-Makhymo-Beltrami TSA SER | Servetto-Makhymo-Beltrami TSA SER |
| --------------------------------- | --------------------------------- | --------------------------------- |
| Num                               | Coureuse                          | Pos                               |
| 152                               | Nadja Heigl (AUT)                 | AB                                |
| 153                               | Tereza Korvasova (CZE)            | AB                                |
| 154                               | Anna Potokina (RUS)               | AB                                |
| 155                               | Elis Simeoni (ITA)                | AB                                |
| 156                               | Asia Zontone (ITA)                | AB                                |

| Team BikeExchange BEX | Team BikeExchange BEX          | Team BikeExchange BEX |
| --------------------- | ------------------------------ | --------------------- |
| Num                   | Coureuse                       | Pos                   |
| 161                   | Amanda Spratt (AUS)            | 12e                   |
| 162                   | Janneke Ensing (NED)           | 68e                   |
| 163                   | Lucy Kennedy (AUS)             | 67e                   |
| 164                   | Ane Santesteban (ESP)          | 85e                   |
| 165                   | Moniek Tenniglo (NED)          | AB                    |
| 166                   | Georgia Williams (NZL) (route) | 78e                   |

| Team DSM DSM | Team DSM DSM           | Team DSM DSM |
| ------------ | ---------------------- | ------------ |
| Num          | Coureuse               | Pos          |
| 171          | Liane Lippert (GER)    | 61e          |
| 172          | Leah Kirchmann (CAN)   | AB           |
| 173          | Franziska Koch (GER)   | AB           |
| 174          | Juliette Labous (FRA)  | 25e          |
| 175          | Floortje Mackaij (NED) | 28e          |
| 176          | Wilma Olausson (SWE)   | 69e          |

| SD Worx SDW | SD Worx SDW                        | SD Worx SDW |
| ----------- | ---------------------------------- | ----------- |
| Num         | Coureuse                           | Pos         |
| 181         | Anna van der Breggen (NED) (route) | 3e          |
| 182         | Niamh Fisher-Black (NZL)           | 45e         |
| 183         | Chantal van den Broek-Blaak (NED)  | 1re         |
| 184         | Ashleigh Moolman (RSA) (route)     | 11e         |
| 185         | Elena Cecchini (ITA)               | 21e         |
| 186         | Demi Vollering (NED)               | 6e          |

| Tibco-Silicon Valley Bank TIB | Tibco-Silicon Valley Bank TIB | Tibco-Silicon Valley Bank TIB |
| ----------------------------- | ----------------------------- | ----------------------------- |
| Num                           | Coureuse                      | Pos                           |
| 191                           | Diana Peñuela (COL)           | 66e                           |
| 192                           | Eva Buurman (NED)             | 70e                           |
| 193                           | Tanja Erath (GER)             | 71e                           |
| 194                           | Kristen Faulkner (USA)        | 16e                           |
| 195                           | Lauren Stephens (USA)         | 26e                           |
| 196                           | Eri Yonamine (JPN)            | 47e                           |

| Top Girls Fassa Bortolo TOP | Top Girls Fassa Bortolo TOP | Top Girls Fassa Bortolo TOP |
| --------------------------- | --------------------------- | --------------------------- |
| Num                         | Coureuse                    | Pos                         |
| 201                         | Debora Silvestri (ITA)      | 77e                         |
| 202                         | Michela Balducci (ITA)      | AB                          |
| 203                         | Giorgia Bariani (ITA)       | AB                          |
| 204                         | Elisa Dalla Valle (ITA)     | AB                          |
| 205                         | Greta Marturano (ITA)       | AB                          |
| 206                         | Giorgia Vettorello (ITA)    | AB                          |

| Trek-Segafredo TFS | Trek-Segafredo TFS                 | Trek-Segafredo TFS |
| ------------------ | ---------------------------------- | ------------------ |
| Num                | Coureuse                           | Pos                |
| 211                | Elisa Longo Borghini (ITA) (route) | 2e                 |
| 212                | Audrey Cordon-Ragot (FRA) (route)  | 24e                |
| 213                | Lucinda Brand (NED)                | 73e                |
| 214                | Chloe Hosking (AUS)                | AB                 |
| 215                | Ellen van Dijk (NED)               | 10e                |
| 216                | Tayler Wiles (USA)                 | 60e                |

| Valcar-Travel & Service VAL | Valcar-Travel & Service VAL | Valcar-Travel & Service VAL |
| --------------------------- | --------------------------- | --------------------------- |
| Num                         | Coureuse                    | Pos                         |
| 221                         | Elisa Balsamo (ITA)         | 55e                         |
| 222                         | Vittoria Guazzini (ITA)     | 38e                         |
| 223                         | Silvia Persico (ITA)        | 75e                         |
| 224                         | Elena Pirrone (ITA)         | AB                          |
| 225                         | Silvia Pollicini (ITA)      | AB                          |
| 226                         | Ilaria Sanguineti (ITA)     | AB                          |

| Movistar Team MOV | Movistar Team MOV                  | Movistar Team MOV |
| ----------------- | ---------------------------------- | ----------------- |
| Num               | Coureuse                           | Pos               |
| 1                 | Annemiek van Vleuten (NED) (route) | 4e                |
| 2                 | Aude Biannic (FRA)                 | 76e               |
| 3                 | Jelena Erić (SRB)                  | 49e               |
| 4                 | Katrine Aalerud (NOR)              | 37e               |
| 5                 | Gloria Rodríguez (ESP)             | AB                |
| 6                 | Leah Thomas (USA)                  | 23e               |

| A.R. Monex Women's ASA | A.R. Monex Women's ASA        | A.R. Monex Women's ASA |
| ---------------------- | ----------------------------- | ---------------------- |
| Num                    | Coureuse                      | Pos                    |
| 11                     | Arlenis Sierra (CUB)          | 36e                    |
| 12                     | Eider Merino (ESP)            | 57e                    |
| 13                     | Katia Ragusa (ITA)            | 40e                    |
| 14                     | Lizbeth Salazar (MEX)         | AB                     |
| 15                     | Maria Vittoria Sperotto (ITA) | AB                     |
| 16                     | Jade Teolis (FRA)             | AB                     |

| Alé BTC Ljubljana ALE | Alé BTC Ljubljana ALE     | Alé BTC Ljubljana ALE |
| --------------------- | ------------------------- | --------------------- |
| Num                   | Coureuse                  | Pos                   |
| 21                    | Mavi García (ESP) (route) | 13e                   |
| 22                    | Marta Bastianelli (ITA)   | 35e                   |
| 23                    | Eugenia Bujak (SLO)       | 64e                   |
| 24                    | Tatiana Guderzo (ITA)     | 34e                   |
| 25                    | Marlen Reusser (SUI)      | 27e                   |
| 26                    | Laura Tomasi (ITA)        | AB                    |

| Aromitalia-Basso Bikes-Vaiano VAI | Aromitalia-Basso Bikes-Vaiano VAI | Aromitalia-Basso Bikes-Vaiano VAI |
| --------------------------------- | --------------------------------- | --------------------------------- |
| Num                               | Coureuse                          | Pos                               |
| 31                                | Rasa Leleivytė (LTU)              | 62e                               |
| 32                                | Olivija Baleišytė (LTU)           | AB                                |
| 33                                | Letizia Borghesi (ITA)            | AB                                |
| 34                                | Inga Čilvinaitė (LTU)             | AB                                |
| 35                                | Valentina Scandolara (ITA)        | AB                                |
| 36                                | Gemma Sernissi (ITA)              | AB                                |

| Bepink BPK | Bepink BPK              | Bepink BPK |
| ---------- | ----------------------- | ---------- |
| Num        | Coureuse                | Pos        |
| 41         | Vania Canvelli (ITA)    | AB         |
| 42         | Michaela Drummond (NZL) | 58e        |
| 43         | Marketa Hajkova (CZE)   | AB         |
| 44         | Nora Jenčušová (SVK)    | AB         |
| 45         | Silvia Valsecchi (ITA)  | AB         |
| 46         | Silvia Zanardi (ITA)    | 59e        |

| Born To Win-G20-Ambedo BTW | Born To Win-G20-Ambedo BTW | Born To Win-G20-Ambedo BTW |
| -------------------------- | -------------------------- | -------------------------- |
| Num                        | Coureuse                   | Pos                        |
| 51                         | Angelica Brogi (ITA)       | AB                         |
| 52                         | Francesca Balducci (ITA)   | 81e                        |
| 53                         | Anastasia Carbonari (ITA)  | 82e                        |
| 54                         | Leonora Geppi (ITA)        | AB                         |
| 56                         | Giorgia Simoni (ITA)       | AB                         |

| Canyon-SRAM Racing CSR | Canyon-SRAM Racing CSR      | Canyon-SRAM Racing CSR |
| ---------------------- | --------------------------- | ---------------------- |
| Num                    | Coureuse                    | Pos                    |
| 61                     | Katarzyna Niewiadoma (POL)  | 9e                     |
| 62                     | Alena Amialiusik (BLR)      | 43e                    |
| 63                     | Hannah Barnes (GBR)         | 53e                    |
| 64                     | Elise Chabbey (SUI) (route) | 19e                    |
| 65                     | Tiffany Cromwell (AUS)      | 51e                    |
| 66                     | Mikayla Harvey (NZL)        | 22e                    |

| Ceratizit-WNT Pro Cycling WNT | Ceratizit-WNT Pro Cycling WNT   | Ceratizit-WNT Pro Cycling WNT |
| ----------------------------- | ------------------------------- | ----------------------------- |
| Num                           | Coureuse                        | Pos                           |
| 71                            | Lisa Brennauer (GER) (route)    | 18e                           |
| 72                            | Elizabeth Banks (GBR)           | 48e                           |
| 73                            | Maria Giulia Confalonieri (ITA) | 50e                           |
| 74                            | Marta Lach (POL) (route)        | 32e                           |
| 75                            | Erica Magnaldi (ITA)            | 30e                           |
| 76                            | Lara Vieceli (ITA)              | AB                            |

| FDJ-Nouvelle Aquitaine-Futuroscope FDJ | FDJ-Nouvelle Aquitaine-Futuroscope FDJ | FDJ-Nouvelle Aquitaine-Futuroscope FDJ |
| -------------------------------------- | -------------------------------------- | -------------------------------------- |
| Num                                    | Coureuse                               | Pos                                    |
| 81                                     | Cecilie Uttrup Ludwig (DEN)            | 5e                                     |
| 82                                     | Stine Borgli (NOR)                     | 63e                                    |
| 83                                     | Marta Cavalli (ITA)                    | 8e                                     |
| 84                                     | Brodie Chapman (AUS)                   | 41e                                    |
| 85                                     | Emilia Fahlin (SWE)                    | 74e                                    |
| 86                                     | Évita Muzic (FRA)                      | 20e                                    |

| Isolmant-Premac-Vittoria SBT | Isolmant-Premac-Vittoria SBT | Isolmant-Premac-Vittoria SBT |
| ---------------------------- | ---------------------------- | ---------------------------- |
| Num                          | Coureuse                     | Pos                          |
| 91                           | Francesca Baroni (ITA)       | 80e                          |
| 92                           | Noemi Lucrezia Eremita (ITA) | AB                           |
| 93                           | Alice Gasparini (ITA)        | AB                           |
| 94                           | Francesca Pisciali (ITA)     | AB                           |
| 95                           | Gaia Realini (ITA)           | AB                           |

| Jumbo-Visma Women Team TJV | Jumbo-Visma Women Team TJV | Jumbo-Visma Women Team TJV |
| -------------------------- | -------------------------- | -------------------------- |
| Num                        | Coureuse                   | Pos                        |
| 101                        | Marianne Vos (NED)         | 7e                         |
| 102                        | Teuntje Beekhuis (NED)     | 31e                        |
| 103                        | Anouska Koster (NED)       | AB                         |
| 104                        | Riejanne Markus (NED)      | 46e                        |
| 105                        | Aafke Soet (NED)           | AB                         |
| 106                        | Julie Van de Velde (BEL)   | 79e                        |

| Liv Racing LIV | Liv Racing LIV              | Liv Racing LIV |
| -------------- | --------------------------- | -------------- |
| Num            | Coureuse                    | Pos            |
| 111            | Soraya Paladin (ITA)        | 14e            |
| 112            | Sofia Bertizzolo (ITA)      | 15e            |
| 113            | Lotte Kopecky (BEL) (route) | 17e            |
| 114            | Jeanne Korevaar (NED)       | 39e            |
| 115            | Pauliena Rooijakkers (NED)  | 29e            |
| 116            | Sabrina Stultiens (NED)     | 44e            |

| Lotto Soudal Ladies LSL | Lotto Soudal Ladies LSL  | Lotto Soudal Ladies LSL |
| ----------------------- | ------------------------ | ----------------------- |
| Num                     | Coureuse                 | Pos                     |
| 121                     | Alana Castrique (BEL)    | AB                      |
| 122                     | Lone Meertens (BEL)      | AB                      |
| 123                     | Hanna Nilsson (SWE)      | 33e                     |
| 124                     | Abby-Mae Parkinson (GBR) | 65e                     |
| 125                     | Anna Plichta (POL)       | AB                      |
| 126                     | Elise vander Sande (BEL) | AB                      |

| Massi Tactic MAT | Massi Tactic MAT           | Massi Tactic MAT |
| ---------------- | -------------------------- | ---------------- |
| Num              | Coureuse                   | Pos              |
| 131              | Agua Marina Espínola (PAR) | AB               |
| 132              | Olivia Baril (CAN)         | 84e              |
| 133              | Maaike Coljé (NED)         | AB               |
| 134              | Vita Heine (NOR)           | 52e              |
| 135              | Špela Kern (SLO)           | 54e              |
| 136              | Mireia Trias (ESP)         | 83e              |

| Parkhotel Valkenburg PHV | Parkhotel Valkenburg PHV | Parkhotel Valkenburg PHV |
| ------------------------ | ------------------------ | ------------------------ |
| Num                      | Coureuse                 | Pos                      |
| 141                      | Nina Buysman (NED)       | 56e                      |
| 142                      | Femke Gerritse (NED)     | AB                       |
| 143                      | Pien Limpens (NED)       | AB                       |
| 144                      | Lieke Nooijen (NED)      | 72e                      |
| 145                      | Marit Raaijmakers (NED)  | AB                       |
| 146                      | Julia van Bokhoven (NED) | 42e                      |

| Servetto-Makhymo-Beltrami TSA SER | Servetto-Makhymo-Beltrami TSA SER | Servetto-Makhymo-Beltrami TSA SER |
| --------------------------------- | --------------------------------- | --------------------------------- |
| Num                               | Coureuse                          | Pos                               |
| 152                               | Nadja Heigl (AUT)                 | AB                                |
| 153                               | Tereza Korvasova (CZE)            | AB                                |
| 154                               | Anna Potokina (RUS)               | AB                                |
| 155                               | Elis Simeoni (ITA)                | AB                                |
| 156                               | Asia Zontone (ITA)                | AB                                |

| Team BikeExchange BEX | Team BikeExchange BEX          | Team BikeExchange BEX |
| --------------------- | ------------------------------ | --------------------- |
| Num                   | Coureuse                       | Pos                   |
| 161                   | Amanda Spratt (AUS)            | 12e                   |
| 162                   | Janneke Ensing (NED)           | 68e                   |
| 163                   | Lucy Kennedy (AUS)             | 67e                   |
| 164                   | Ane Santesteban (ESP)          | 85e                   |
| 165                   | Moniek Tenniglo (NED)          | AB                    |
| 166                   | Georgia Williams (NZL) (route) | 78e                   |

| Team DSM DSM | Team DSM DSM           | Team DSM DSM |
| ------------ | ---------------------- | ------------ |
| Num          | Coureuse               | Pos          |
| 171          | Liane Lippert (GER)    | 61e          |
| 172          | Leah Kirchmann (CAN)   | AB           |
| 173          | Franziska Koch (GER)   | AB           |
| 174          | Juliette Labous (FRA)  | 25e          |
| 175          | Floortje Mackaij (NED) | 28e          |
| 176          | Wilma Olausson (SWE)   | 69e          |

| SD Worx SDW | SD Worx SDW                        | SD Worx SDW |
| ----------- | ---------------------------------- | ----------- |
| Num         | Coureuse                           | Pos         |
| 181         | Anna van der Breggen (NED) (route) | 3e          |
| 182         | Niamh Fisher-Black (NZL)           | 45e         |
| 183         | Chantal van den Broek-Blaak (NED)  | 1re         |
| 184         | Ashleigh Moolman (RSA) (route)     | 11e         |
| 185         | Elena Cecchini (ITA)               | 21e         |
| 186         | Demi Vollering (NED)               | 6e          |

| Tibco-Silicon Valley Bank TIB | Tibco-Silicon Valley Bank TIB | Tibco-Silicon Valley Bank TIB |
| ----------------------------- | ----------------------------- | ----------------------------- |
| Num                           | Coureuse                      | Pos                           |
| 191                           | Diana Peñuela (COL)           | 66e                           |
| 192                           | Eva Buurman (NED)             | 70e                           |
| 193                           | Tanja Erath (GER)             | 71e                           |
| 194                           | Kristen Faulkner (USA)        | 16e                           |
| 195                           | Lauren Stephens (USA)         | 26e                           |
| 196                           | Eri Yonamine (JPN)            | 47e                           |

| Top Girls Fassa Bortolo TOP | Top Girls Fassa Bortolo TOP | Top Girls Fassa Bortolo TOP |
| --------------------------- | --------------------------- | --------------------------- |
| Num                         | Coureuse                    | Pos                         |
| 201                         | Debora Silvestri (ITA)      | 77e                         |
| 202                         | Michela Balducci (ITA)      | AB                          |
| 203                         | Giorgia Bariani (ITA)       | AB                          |
| 204                         | Elisa Dalla Valle (ITA)     | AB                          |
| 205                         | Greta Marturano (ITA)       | AB                          |
| 206                         | Giorgia Vettorello (ITA)    | AB                          |

| Trek-Segafredo TFS | Trek-Segafredo TFS                 | Trek-Segafredo TFS |
| ------------------ | ---------------------------------- | ------------------ |
| Num                | Coureuse                           | Pos                |
| 211                | Elisa Longo Borghini (ITA) (route) | 2e                 |
| 212                | Audrey Cordon-Ragot (FRA) (route)  | 24e                |
| 213                | Lucinda Brand (NED)                | 73e                |
| 214                | Chloe Hosking (AUS)                | AB                 |
| 215                | Ellen van Dijk (NED)               | 10e                |
| 216                | Tayler Wiles (USA)                 | 60e                |

| Valcar-Travel & Service VAL | Valcar-Travel & Service VAL | Valcar-Travel & Service VAL |
| --------------------------- | --------------------------- | --------------------------- |
| Num                         | Coureuse                    | Pos                         |
| 221                         | Elisa Balsamo (ITA)         | 55e                         |
| 222                         | Vittoria Guazzini (ITA)     | 38e                         |
| 223                         | Silvia Persico (ITA)        | 75e                         |
| 224                         | Elena Pirrone (ITA)         | AB                          |
| 225                         | Silvia Pollicini (ITA)      | AB                          |
| 226                         | Ilaria Sanguineti (ITA)     | AB                          |